# Мужская сборная Японии по флорболу
Мужская национальная сборная Японии по флорболу — представляет Японию на международных соревнованиях по флорболу. Управляющей организацией является Федерация флорбола Японии (англ. Japan Floorball Federation).

## Результаты выступлений

### Чемпионаты мира
| Год  | Победы                                            | Ничьи                                             | Поражения                                         | Место                                             |
| ---- | ------------------------------------------------- | ------------------------------------------------- | ------------------------------------------------- | ------------------------------------------------- |
| 1996 | не участвовали                                    | не участвовали                                    | не участвовали                                    | не участвовали                                    |
| 1998 | 1                                                 | 0                                                 | 4                                                 | 13                                                |
| 2000 | 1                                                 | 0                                                 | 3                                                 | 14                                                |
| 2002 | 3                                                 | 0                                                 | 2                                                 | 21                                                |
| 2004 | не участвовали                                    | не участвовали                                    | не участвовали                                    | не участвовали                                    |
| 2006 | 2                                                 | 0                                                 | 3                                                 | 16                                                |
| 2008 | 2                                                 | 0                                                 | 3                                                 | 16                                                |
| 2010 | 1                                                 | 0                                                 | 4                                                 | 15                                                |
| 2012 | 1                                                 | 0                                                 | 4                                                 | 15                                                |
| 2014 | 1                                                 | 0                                                 | 4                                                 | 15                                                |
| 2016 | не участвовали                                    | не участвовали                                    | не участвовали                                    | не участвовали                                    |
| 2018 | 1                                                 | 0                                                 | 4                                                 | 15                                                |
| 2020 | получили квалификацию на ЧМ, но снялись с участия | получили квалификацию на ЧМ, но снялись с участия | получили квалификацию на ЧМ, но снялись с участия | получили квалификацию на ЧМ, но снялись с участия |
| 2022 | не участвовали                                    | не участвовали                                    | не участвовали                                    | не участвовали                                    |

#### Чемпионаты мира (дивизион C)
| Год  | Победы | Ничьи | Поражения | Место |
| ---- | ------ | ----- | --------- | ----- |
| 2004 | 4      | 0     | 0         | 1     |

### Чемпионаты Европы
| Год  | Победы         | Ничьи          | Поражения      | Место          |
| ---- | -------------- | -------------- | -------------- | -------------- |
| 1995 | не участвовали | не участвовали | не участвовали | не участвовали |
| 1995 | 0              | 0              | 5              | 10             |

Чемпионаты Европы 1994 и 1995 были открытыми, могли участвовать и не-европейские команды.

### Чемпионаты  Азии и Тихоокеанского региона
| Год  | Победы         | Ничьи          | Поражения      | Место          |
| ---- | -------------- | -------------- | -------------- | -------------- |
| 2004 | 4              | 0              | 0              | 1              |
| 2005 | 3              | 1              | 0              | 1              |
| 2006 | не участвовали | не участвовали | не участвовали | не участвовали |
| 2007 | 6              | 0              | 3              | 3              |
| 2008 | не участвовали | не участвовали | не участвовали | не участвовали |
| 2009 | 5              | 0              | 0              | 1              |
| 2010 | 3              | 1              | 0              | 2              |
| 2011 | не участвовали | не участвовали | не участвовали | не участвовали |
| 2012 | 3              | 1              | 0              | 2              |

### Кубок Азии и Океании
| Год  | Победы         | Ничьи          | Поражения      | Место          |
| ---- | -------------- | -------------- | -------------- | -------------- |
| 2017 | не участвовали | не участвовали | не участвовали | не участвовали |
| 2019 | 3              | 0              | 3              | 5              |